# Gearbox Software
Gearbox Software is een Amerikaans computerspelontwikkelaar en -uitgever gevestigd in Plano, Texas.
De spelstudio en de uitgeverijtak van Gearbox werden in april 2021 overgenomen door het Zweedse Embracer Group.

## Spellen

### Ontwikkelde spellen
| Release | Titel                             | Platform                                                             | Uitgever                            |
| ------- | --------------------------------- | -------------------------------------------------------------------- | ----------------------------------- |
| 1999    | Half-Life: Opposing Force         | Windows                                                              | Sierra Entertainment, Vivendi Games |
| 2000    | Counter-Strike                    | Windows                                                              | Sierra Entertainment, Vivendi Games |
| 2001    | Half-Life: Blue Shift             | Windows                                                              | Sierra Entertainment, Vivendi Games |
| 2001    | Half-Life                         | PlayStation 2                                                        | Sierra Entertainment, Vivendi Games |
| 2002    | Tony Hawk's Pro Skater 3          | Windows                                                              | Activision                          |
| 2002    | James Bond 007: Nightfire         | Windows                                                              | Electronic Arts                     |
| 2003    | Halo: Combat Evolved              | Mac OS X, Windows                                                    | Microsoft Game Studios              |
| 2004    | Counter-Strike: Condition Zero    | Windows                                                              | Sierra Entertainment, Vivendi Games |
| 2004    | Halo: Custom Edition              | Windows                                                              | Microsoft Game Studios              |
| 2005    | Brothers in Arms: Road to Hill 30 | PlayStation 2, Windows, Xbox                                         | Ubisoft                             |
| 2005    | Brothers in Arms: Earned in Blood | PlayStation 2, Windows, Xbox                                         | Ubisoft                             |
| 2006    | Brothers in Arms: D-Day           | PlayStation Portable                                                 | Ubisoft                             |
| 2008    | Samba de Amigo                    | Wii                                                                  | Sega                                |
| 2008    | Brothers in Arms: Double Time     | Wii                                                                  | Ubisoft                             |
| 2008    | Brothers in Arms: Hell's Highway  | PlayStation 3, Windows, Xbox 360                                     | Ubisoft                             |
| 2008    | Brothers in Arms: Hour of Heroes  | iOS                                                                  | Ubisoft                             |
| 2009    | Borderlands                       | PlayStation 3, Windows, Xbox 360                                     | 2K Games                            |
| 2010    | Brothers in Arms: Global Front    | iOS                                                                  | Ubisoft                             |
| 2011    | Duke Nukem Forever                | Mac OS X, PlayStation 3, Windows, Xbox 360                           | 2K Games                            |
| 2011    | Aliens: Infestation               | Nintendo DS                                                          | Sega                                |
| 2012    | Borderlands 2                     | PlayStation 3, Windows, Xbox 360                                     | 2K Games                            |
| 2012    | Borderlands Legends               | iOS                                                                  | 2K Games                            |
| 2013    | Aliens: Colonial Marines          | PlayStation 3, Wii U, Windows, Xbox 360                              | Sega                                |
| 2014    | Homeworld Remastered Collection   | Windows                                                              | Gearbox Software                    |
| 2014    | Borderlands: The Pre-Sequel       | PlayStation 3, Windows, Xbox 360                                     | 2K Games                            |
| 2015    | Furious 4                         | PlayStation 3, Windows, Xbox 360                                     | Ubisoft                             |
| 2016    | Battleborn                        | PlayStation 4, Windows, Xbox One                                     | 2K Games                            |
| 2019    | Borderlands 3                     | PlayStation 4, Windows, Xbox One                                     | 2K Games                            |
| 2022    | Tiny Tina's Wonderlands           | Windows, PlayStation 4, PlayStation 5, Xbox One, Xbox Series         | 2K Games                            |
| 2022    | New Tales from the Borderlands    | Windows, Switch, PlayStation 4, PlayStation 5, Xbox One, Xbox Series | 2K Games                            |

### Gepubliceerde spellen
| Release | Titel                           | Platform                                                     | Ontwikkelaar                                      |
| ------- | ------------------------------- | ------------------------------------------------------------ | ------------------------------------------------- |
| 2014    | Homeworld Remastered Collection | Windows                                                      | Gearbox Software, Relic Entertainment (origineel) |
| 2014    | Homeworld: Shipbreakers         | Windows                                                      | Blackbird Interactive                             |
| 2014    | Tales from the Borderlands      | N.n.b.                                                       | Telltale Games                                    |
| 2020    | Godfall                         | Windows, PlayStation 4, PlayStation 5, Xbox One, Xbox Series | Counterplay Games                                 |
| 2022    | Homeworld 3                     | Windows                                                      | Blackbird Interactive                             |